# Tut, Turcia
Tut, Turcia este un district din Provincia Adıyaman, Turcia. Tut provine de la cuvântul dud în limba turcă, foarte răspândit în zonă.